# Pieces (IU)
Pieces (조각집?, JogakjipLR) è il decimo EP della cantante sudcoreana IU, pubblicato il 29 dicembre 2021.
Inizialmente distribuito solo per il download digitale e lo streaming, la versione fisica in CD del disco è stata inclusa nel cofanetto DVD/Blu-ray del documentario Pieces: 29th Winter, in uscita il 23 marzo 2022. È stato candidato al premio Album dell'album ai Melon Music Award 2022.

## Descrizione
«Queste canzoni sono individualmente  preziose per me e una parte dei miei ricordi, ma, piuttosto che un'immagine completa da sole, penso sia più adatto descriverle come pezzi che compongono un'immagine. Quindi, queste cinque canzoni messe insieme formano un'immagine completa.»

— IU a proposito di Pieces.
L'uscita di Pieces viene annunciata il 22 dicembre 2021 pubblicando un disegno in bianco e nero dei dischi di IU uno sopra l'altro, intervallati da fogli colorati indicanti il periodo di composizione dei brani. Il disco raccoglie cinque canzoni acustiche e orchestrali, interamente in coreano, scritte, composte, arrangiate e prodotte da IU nel corso degli anni, eseguite a concerti ed eventi con i fan, ma mai pubblicate, e che rappresentano "pezzetti" dei suoi vent'anni. La cantante è inoltre accreditata per i ritornelli e come strumentista per il flauto dolce e il fischietto.
Drama è stata scritta quando IU aveva vent'anni per far sorridere un'amica che aveva il cuore spezzato dopo una delusione d'amore. Next Stop è stata iniziata a 25 anni e conclusa a 26 dopo aver interpretato il personaggio di Lee Ji-an in Na-ui ajeossi, e parla di aspettare qualcuno pur senza alcuna promessa di incontrarsi. Il significato della canzone è che c'è una fermata di treno tra Lee Ji-eun e Lee Ji-an.
Winter Sleep commemora la morte delle persone care con metafore che si collegano alle quattro stagioni, raccontando la storia del primo anno senza di loro e concludendo con un addio. IU ha iniziato ad abbozzarla a 27 anni e l'ha terminata a 29 dopo aver vissuto delle separazioni importanti, pensando a cosa restasse nel mondo una volta venuta a mancare una persona. You è stata scritta a 24 anni durante una permanenza in montagna di qualche giorno per girare Dar-ui yeon-in; parla di sentire la mancanza dell'amica residente al piano di sopra, l'attrice Yoo In-na, con versi quali "In una notte senza stelle, penso a te, solo a te" (별 하나 없는 새카만 밤 나는 너를 유일한 너를 떠올린다?, Byeol hana eomneun saekaman bam naneun neoreul yu-ilhan neoreul tteo-ollindaLR). La canzone si colloca tra Chat-Shire (2015) e Palette (2017), nell'anno in cui la cantante prese una pausa dopo 14 anni di attività, e che le ha fatto da gradino per maturare.
Il disco è chiuso da Love Letter, realizzata tra i 26 e i 28 anni, il cui testo è stato scritto come lettera d'amore lasciata da una persona anziana al proprio compagno prima di morire, e il cui ultimo verso, "Più che da altre parti, starò dentro di te" (어디보다 그대 안에 나 머물러 있다오?, Eodiboda geudae an-e na meomulleo itda-yoLR), ha fatto da spunto per Epilogue, brano conclusivo del quinto album in studio di IU. Dopo averla cantata nel 2020 al programma Yoo Hee-yeol-ui sketchbook, IU regalò il brano a Jung Seung-hwan, che la incluse nell'EP Five Words Left Unsaid.

## Accoglienza
The Kraze Magazine ha scritto "Pieces dipinge un'immagine di nostalgia e crescita calda, consolante e guaritrice. [...] Nonostante le canzoni risalgano ad anni diversi, Pieces rimane un capolavoro coeso e mantiene lo stile caratteristico delle ballate di IU. Avvicinandoci alla fine dell'anno, questo album in particolare ci porta a un momento di riflessione nel quale ripensare ai rapporti costruiti o persi, o addirittura a noi stessi". Per Ize, "Tutti i suoni semplici che contiene scavano nel cuore con sincerità e sottigliezza. [...] Pieces è un album che è più confessione che guarigione", concludendo "Tutte le canzoni comunicano la sincerità di una lettera". Newsen ha invece parlato dell'album come di "un fascio di storie più sincere dall'essere umano Lee Ji-eun".
Recensendo per Newsis, Lee Jae-hoon ha ritenuto che la sincerità dei testi e la produzione, riuscita a "tessere organicamente insieme delle tracce che erano pezzi a loro stanti", avessero "dipinto la scena di una canzone portata via dal tempo. In questo modo, il puzzle della ventenne IU, che l'anno prossimo compirà 30 anni secondo l'età coreana, è stato messo insieme con naturalezza". Ha concluso la sua recensione scrivendo "Il motivo per cui questa raccolta merita di essere valutata maggiormente è per la capacità di IU di amalgamare nella propria personalità gli artisti più esperti dai quali è stata influenzata. L'arguzia della prima traccia Drama ricorda Blue Sky e W.H.I.T.E. di Yoo Young-seok, e l'ultima traccia Love Letter rimanda a The Letter di Kim Kwang-jin. Non è da tutti apporre il proprio marchio senza dimenticare le proprie radici nella musica popolare coreana".

## Tracce
Testi e musiche di IU.
1. Drama (드라마?, DeuramaLR) – 2:09
2. Next Stop (정거장?, Jeong-geojangLR) – 3:57
3. Winter Sleep (겨울잠?, Gyeo-ul jamLR) – 4:23
4. You (너?, NeoLR) – 3:27
5. Love Letter (러브레터?, Reobeu reteoLR) – 3:59

Durata totale: 17:55

## Personale
Accrediti adattati da Mania Database.
- Choi In-sung – basso (tracce 3, 5)
- Choi Ja-yeon – assistenza al missaggio (traccia 3)
- Eastbeam – registrazione (tracce 1-2)
- Hong So-jin – arrangiamenti (traccia 5), piano (tracce 1, 4-5), ritornelli (traccia 5)
- IU – testi, musiche, arrangiamenti (tracce 1-2, 4), flauto dolce (traccia 1), ritornelli (tracce 1-2, 4), fischietto (traccia 2)
- Jo Jae-beom – percussioni (traccia 1)
- Jo Joon-sung – missaggio (traccia 3)
- Jukjae – chitarra (tracce 1-2)
- Jung Gi-hong – registrazione (tracce 2-3)
- Jung Seok-hoon – chitarra (traccia 4)
- Kim Dong-min – chitarra (traccia 5)
- Kim Ji-ah – chitarra (traccia 3)
- Kim Seung-ho – batteria (tracce 3, 5)
- Kwon Nam-woo – mastering (tracce 1-4)
- Lee Chang-sun – registrazione (tracce 3-4)
- Lee Chan-mi – registrazione (tracce 2-3)
- Park Hyuk – missaggio (traccia 5)
- Seo Dong-hwan – arrangiamento archi (tracce 2-3), arrangiamenti (traccia 3), piano (traccia 3)
- Son Myung-gap – registrazione (tracce 1-4), missaggio (tracce 1-2, 4)
- Yoong String – archi (tracce 2-3)

## Successo commerciale
Dopo l'uscita, tutte le tracce di Pieces si sono classificate nella top 30 della Gaon Weekly Digital Chart, con Winter Sleep al primo posto la settimana successiva.
È inoltre figurato in posizione 18 sulla Billboard Japan Top Download Albums Chart e 56 sulla Hot Albums Chart in data 5 gennaio 2022.